# Harkány
Harkány – miasto na Węgrzech, w komitacie Baranya, w powiecie Siklós.

## Historia
Znaleziska archeologiczne dowodzą, że ten obszar był już zamieszkany około 1000 lat temu. Pochodzenie i znaczenie nazwy Harkány jest nieznane. Nazwisko Nagh Harkan zostało wymienione w dokumencie już w roku 1323.

## Uzdrowisko
W okolicy występują bogate w siarkę wody. Odkryto ich lecznicze właściwości 150 lat temu. Dokonał tego Pogány János w 1823, który wyczuł, że woda ma dobry wpływ na jego chore nogi. Doświadczenia medyczne wykazały, że woda pomaga w leczeniu narządów ruchu, chorób ginekologicznych, przewlekłych stanów zapalnych układu chłonnego oraz łuszczycy.

## Turystyka
Obecnie jest to jedno z najpopularniejszych węgierskich uzdrowisk. Liczba turystów odwiedzających sanatoria w Harkánach osiąga milion turystów rocznie. Wybudowano tu wiele miejsc noclegowych i rekreacyjnych. Znajduje się tu także klinika leczenia schorzeń związanych z reumatyzmem.

## Miasta partnerskie
- Szczawnica